# ミス香港
ミス香港（ミスホンコン、香港小姐競選 ）は、香港で行われるミス・コンテスト。毎年7月に開催され、香港のテレビ局・無綫電視が主催している。

## 概要
1973年に創設され、2012年で40周年を迎えた。優勝者にはミス・ワールド香港代表として出場することができる。第1回の優勝者である孫泳恩が千葉真一主演映画『ゴルゴ13 九竜の首』にヒロインとして出演したのを皮切りに、芸能界へ進出した者も多い。テーマ曲は1971年のユーロビジョン優勝曲の「Un banc, un arbre, une rue」を使用されている。2004年から準決勝が廃止された。

## 優勝者

### 1970年代
- 1973年：孫泳恩（中国語版）
- 1974年：張文瑛（中国語版）
- 1975年：張瑪莉（中国語版）
- 1976年：林良蕙（中国語版）
- 1977年：朱玲玲（中国語版）
- 1978年：陳文玉（中国語版）
- 1979年：鄭文雅（中国語版）

### 1980年代
- 1980年：戴月娥（中国語版）
- 1981年：勞錦嫦（中国語版）
- 1982年：梁韻蕊（中国語版）
- 1983年：楊雪儀（中国語版）
- 1984年：高麗虹（ジョイス・コウ）
- 1985年：謝寧（中国語版）
- 1986年：李美珊（中国語版）
- 1987年：楊寶玲（中国語版）
- 1988年：李嘉欣（ミッシェル・リー）
- 1989年：陳法蓉（中国語版）

### 1990年代
- 1990年：袁詠儀（アニタ・ユン）
- 1991年：郭藹明（中国語版）
- 1992年：盧淑儀（中国語版）
- 1993年：莫可欣（中国語版）
- 1994年：譚小環（ハリナ・タム）
- 1995年：楊婉儀（中国語版）
- 1996年：李珊珊（中国語版）
- 1997年：翁嘉穗（中国語版）
- 1998年：向海嵐（アンネ・ヒョン）
- 1999年：郭羨妮（中国語版）

### 2000年代
- 2000年：劉慧蘊（中国語版）
- 2001年：楊思琦（中国語版）
- 2002年：林敏俐（中国語版）
- 2003年：曹敏莉（中国語版）
- 2004年：徐子珊（ケイト・ツイ）
- 2005年：葉翠翠（中国語版）
- 2006年：陳茵媺（中国語版）
- 2007年：張嘉児
- 2008年：張舒雅（中国語版）
- 2009年：劉倩婷（中国語版）

### 2010年代
- 2010年：陳庭欣（中国語版）
- 2011年：朱晨麗（中国語版）
- 2012年：張名雅（中国語版）
- 2013年：陳凱琳（中国語版）
- 2014年：邵珮詩（中国語版）
- 2015年：麥明詩（中国語版）
- 2016年：馮盈盈（中国語版） (2016年ミス香港選挙)
- 2017年：雷莊𠒇（中国語版） (2017年ミス香港選挙)
- 2018年：陳暁華（中国語版） (2018年ミス香港選挙)
- 2019年：黃嘉雯（中国語版） (2019年ミス香港選挙)

### 2020年代
- 2020年：謝嘉怡（中国語版） (2020年ミス香港選挙)
- 2021年：宋宛穎（中国語版） (2021年ミス香港選挙)
- 2022年：林鈺洧（中国語版） (2022年ミス香港選挙)
- 2023年：莊子璇（中国語版）